# Planitiae di Cerere
Segue una lista delle planitiae presenti sulla superficie di Cerere. La nomenclatura di Cerere è regolata dall'Unione Astronomica Internazionale; la lista contiene solo formazioni esogeologiche ufficialmente riconosciute da tale istituzione.
Le planitiae di Cerere portano i nomi di festività associate all'agricoltura.
Sono tutte state identificate durante la missione della sonda Dawn, l'unica ad avere finora raggiunto Cerere.

## Prospetto
| Planitia          | Eponimo                                                                        | Latitudine | Longitudine | Diametro |
| ----------------- | ------------------------------------------------------------------------------ | ---------- | ----------- | -------- |
| Vendimia Planitia | Vendimia - Festa per la vendemmia che si tiene a marzo a Mendoza in Argentina. | 23° N      | 135° E      | 750 km   |